# Kricktjärnen (Bygdeå socken, Västerbotten)
Kricktjärnen är en sjö i Robertsfors kommun i Västerbotten och ingår i Dalkarlsån-Sävaråns kustområde.